# ترو لايز
ترو لايز (بالإنجليزية: True Lies؛ يترجم إلى « أكاذيب حقيقية »)‏ هو فيلم أكشن وكوميديا أمريكي من إخراج جيمس كاميرون ومن بطولة آرنولد شوارزنيجر، و‌جيمي لي كرتيس، و‌توم أرنولد، و‌بيل باكستون، و‌تيا كاريري، و‌تشارلتون هيستن، و‌أرت مالك. ظهرت الممثلة إليزا دوشكو في أحد أوائل الأدوار العظيمة لها في هذا الفيلم. ترو لايز هو فيلم معاد ومكبر للفيلم 1991 الفرنسي لا توتال! (بالفرنسية: La Totale!)‏، والذي هو من إخراج كلود زيدي ومن بطولة ثياري ليرميت و‌ميو-ميو. تم ترشيح هذا الفيلم لجائزة الأوسكار لأفضل تأثرات مرئية، وحازت كرتيس على جائزة الغولدن غلوب لأدائها الكوميدي كشخصية « هيلين تاسكر ».
ترو لايز كان أول مشروع لشركة لايتستورم إنترتينمنت الذي تم توزيعه تحت صفقت الإنتاج للمخرج جيمس كاميرون مع تونتيث سينتشوري فوكس، وكذالك أول إنتاج كبرى لشركة التأثرات المرئية ديجيتل دومين، والذي شارك كاميرون في تأسيسها. ترو لايز هو الفيلم الوحيد الذي جمع بين المخرج كاميرون، والممثل شوارزنيجر، والملحن براد فيديل خارج سلسلة ذا ترمينيتر.
في وقت إصدار فيلم ترو لايز كان من أغلى الأفلام المنتجة آنذاك، والذي كلف ما بين 100 مليون و120 مليون دولار.

## حبكة الفيلم
تصور الفيلم على أن مجموعة من العصابات العربية وهم حصلوا على القنبلة النووية، استعداداً لتفجير مدينة لوس أنجلوس، إعلاناً باسم الجهاد ضد المدنيين، وكان الممثل البريطاني من أصل هندي أرت مالك في دور « سالم أبو عزيز »، توعد أمام المشاهدين بتفجير القنبلة وقتل النساء والأطفال، تحقيقاً لرغباتهم، وواصل شوارزنيجر كبطل الفيلم « هاري تاسكر » لقتل الإرهابيين، حتى القضاء على زعيمهم عزيز بالصاروخ العسكري ليلقى المخربين حتفهم.

## انتقادات
أجمع العرب على رفض الفيلم الأمريكي ترو لايز لما يترتب عليه من إساءة للعرب والمسلمين، وإهانة للفلسطينيين والمسلمين، حيث يصور الفلسطينيين على أنهم حصلوا على القنبلة النووية لتفجير مدينة لوس أنجلوس وانهاء الحياة الأمريكية هناك، وهنا يصور أرت مالك بدور عزيز بأنه يريد قتل الرجال والأطفال والنساء كجزء من الجهاد القرمزي.

### ردة أفعال العرب
كان على الفيلم الأمريكي الناجح أن تنشر في الأسواق العربية، ففوجئت بالرفض من قبل حكومات عربية ومنظمات حقوقية عربية أمريكية، واعتبرت بأن هذا الفيلم يسئ للعرب والإسلام، ورغم نجاحات الهوليوودية لجعل الفيلم الأكثر إثارة وتشويقاً إلا لولا الصورة السيئة للعرب كونهم أشراراً، لنشر الفيلم في العالم العربي بكل صدر رحب، وأكد جاك شاهين، الناقد السينمائي المعروف أن فيلم ترو لايز يعتبر من ابشع الصور للعرب في عيون الأمريكيين.

### انتقادات تقنية
واجه الفلم انتقادات تقنيية.حيث يوجد مشاهد مصورة بشكل يتلاعب بعض الشيء بالقوانين الفزيائية المعمول بها.
مثل مشهد البطل وهو يعمل على انقاذ ابنته في الفلم وهو يقلع بالطائرة الحربية (هارير جمب جيت) (GR7A)هو في الواقع قريب إلى الخيال.فطائرة حربية مكسورة فيها زجاج مقصورة القيادة تكون صعبة القيادة فما بالك إذا كان احدهم متمسكا بمقدمة الطائرة (الابنة) أو واقفا !على ظهرها ومتمسكا بالجناحين (الممثل عزيز في الفلم ).

## أبطال الفيلم
- آرنولد شوارزنيجر في دور هاري تاسكر بطل الفيلم (Harry Tasker)
- جيمي لي كرتيس في دور هيلين تاسكر زوجة هاري (Helen Tasker)
- إليزا دوشكو في دور دانا تاسكر أبنة بطل الفيلم (Dana Tasker)
- توم أرنولد
- جرانت هيسلوف
- تيا كاريري
- بيل باكستون
- أرت مالك في دور سالم أبو عزيز شرير الفيلم
- تشارلتون هيستن

## روابط خارجية
- ترو لايز على موقع IMDb (الإنجليزية)
- ترو لايز على موقع ميتاكريتيك (الإنجليزية)
- ترو لايز على موقع روتن توميتوز (الإنجليزية)
- ترو لايز على موقع نتفليكس (الإنجليزية)
- ترو لايز على موقع ألو سيني (الفرنسية)
- ترو لايز على موقع Turner Classic Movies (الإنجليزية)
- ترو لايز على موقع أول موفي (الإنجليزية)
- ترو لايز على موقع بوكس أوفيس موجو (الإنجليزية)
- ترو لايز على موقع فيلمافينيتي (الإسبانية)
- ترو لايز على موقع قاعدة بيانات الأفلام السويدية (السويدية)